# The Hunters – Auf der Jagd nach dem verlorenen Spiegel
The Hunters – Auf der Jagd nach dem verlorenen Spiegel (Originaltitel: The Hunters) ist ein US-amerikanischer Science-Fiction-Film der Regisseurin Nisha Ganatra aus dem Jahr 2013. Die Hauptrollen in dem Hallmark Original Movie spielten Robbie Amell und Alexa Vega.

## Handlung
Jordan und Carter Flynn sind Archäologen und gehören der geheimen Organisation „Jäger“ an. Sie sind auf der Suche nach Artefakten, die in der Märchen- und Sagenwelt zu finden sind, um sie in Sicherheit zu bringen und vor den falschen Leuten zu schützen. Bei einer Missionen werden die beiden von der geheimnisvollen Mai verraten und verschwinden spurlos. Dadurch erfahren ihre beiden Söhne, der 21-jährige Paxton und der 16-jährige Tripp, von der geheimen Identität ihrer Eltern.
Gemeinsam mit der jungen Jägerin Dylan Savini machen sie sich auf die Suche nach ihren Eltern. Nebenbei müssen sie auch noch die vier Scherben des magischen Spiegels aus Schneewittchen vor Mason, einem alten Freund der Familie, beschützen. Mason ist besessen von dem Spiegel, da dieser seinem Besitzer jeden Wunsch erfüllen kann. Dafür ist Mason zu allem bereit.

## Synchronisation
Die deutsche Synchronisation entstand nach der Dialogregie von Ronald Nitschke bei der Synchronfirma Hermes Synchron GmbH in Potsdam.
| Rollenname   | Schauspieler    | Synchronsprecher          |
| ------------ | --------------- | ------------------------- |
| Waters       | Eric Breker     | Peter Flechtner           |
| Carter Flynn | Dan Payne       | Michael Deffert           |
| Cpt. Skooner | Dean McKenzie   | Andreas Hosang            |
| Dr. Kramer   | Alex Zahara     | Ronald Nitschke           |
| Jordan Flinn | Michelle Forbes | Daniela Thuar             |
| Mason Fuller | Victor Garber   | Reinhard Kuhnert          |
| Paxton Flynn | Robbie Amell    | David Turba               |
| Tripp Flynn  | Keenan Tracey   | Constantin von Jascheroff |

## Hintergrund

### Produktion
Im Juni 2013 wurde bekannt, dass der Hallmark Channel den Comic Mirror, Mirror von Joshua Williamson unter dem Titel The Hunters verfilmen wird. Das Drehbuch zum Film schrieben Matthew Huffman und Jeffrey Alan Schechter. Regie übernahm Nisha Ganatra. Die Hauptrollen gingen an Robbie Amell, Alexa Vega und Keenan Tracey. Victor Garber und Michelle Forbes ergänzten die Besetzung.
Gedreht wurde der Film 2013 im kanadischen Vancouver und Thailand.

### Veröffentlichung
Der Film feierte seine Premiere am 25. Oktober 2013 auf dem US-Sender Hallmark Channel. Die DVD-Veröffentlichung in den Vereinigten Staaten folgte am 16. Oktober 2013. Die deutsche Erstausstrahlung fand am 20. September auf RTL II statt. Am 19. Januar 2015 wurde der Film in Deutschland auf DVD und Blu-ray Disc veröffentlicht.